# هنري سميث (لاعب كرة قدم)
هنري سميث (بالإنجليزية: Henry Smith)‏ (10 مارس 1956 في المملكة المتحدة - ) هو لاعب كرة قدم بريطاني وإسكتلندي في مركز حراسة المرمى، شارك في بطولة أمم أوروبا 1992. وشارك مع منتخب إسكتلندا لكرة القدم. أما مع النوادي، فقد لعب مع ليدز يونايتد وهارت أوف ميدلوثيان وفريكلي أثلتيك ‏ وبيرويك راينجرز ونادي آير يونايتد وWinterton Rangers F.C. ‏ ونادي كلايدبانك ‏.

## وصلات خارجية
- هنري سميث على موقع الاتحاد الإسكتلندي (الإنجليزية)
- هنري سميث على موقع قاعدة بيانات كرة القدم.إي يو (الإنجليزية)
- هنري سميث على موقع ناشيونال فوتبول تيمز (الإنجليزية)
- هنري سميث على موقع Soccerbase.com (لاعب) (الإنجليزية)
- هنري سميث على موقع عالم كرة القدم.نت (الإنجليزية)